# Достык (Жанажолский сельский округ)
Достык (каз. Достық) — село в Мактааральском районе Туркестанской области Казахстана. Входит в состав Жанажолского сельского округа. Код КАТО — 514455200.

## Население
В 1999 году население села составляло 57 человек (31 мужчина и 26 женщин). По данным переписи 2009 года, в селе проживали 83 человека (44 мужчины и 39 женщин).